# Ljubimyj gorod
Ljubimyj gorod (in russo Любимый город?) è un singolo del cantante tedesco Till Lindemann, pubblicato il 22 aprile 2021.
Il 4 settembre 2021 Till Lindemann ha eseguito il brano dal vivo alla Piazza Rossa di Mosca, accompagnato dal Servizio della banda militare delle forze armate russe.

## Descrizione
Il brano, interamente in russo, è una reinterpretazione dell'omonimo brano scritto da Evgenij Dolmatovskij e Nikita Bogoslovskij ed è stato realizzato appositamente per il film V2. Escape from Hell, diretto da Timur Bekmambetov e incentrato sulla storia del pilota russo Michail Devjataev. Dal punto di vista musicale si tratta di una ballata al solo pianoforte e incentrata su un cantato prevalentemente baritono.

## Video musicale
Il video, pubblicato contemporaneamente al lancio del singolo, è stato diretto da Bekmambetov e Sergey Trofimov e alterna scene di Lindemann cantare il brano su un palco vuoto e all'interno di un aereo militare con altre tratte da V2. Escape from Hell.
Il 9 maggio è stato reso disponibile anche quello per la versione orchestrale, filmato presso l'Ermitage di San Pietroburgo.

## Tracce
Testi di Evgenij Dolmatovskij, musiche di Nikita Bogoslovskij.
Download digitale
1. Ljubimyj gorod – 2:32

Download digitale – versione orchestrale
1. Ljubimyj gorod (orkestrovaja versija) – 2:33

## Formazione
- Till Lindemann – voce
- Aleksandr Lev – arrangiamento